# Dévaványa
Dévaványa là một thành phố thuộc hạt Békés, Hungary. Thành phố này có diện tích 216,55 km², dân số năm 2010 là 7888 người, mật độ 36 người/km².